# El Far d'Empordà
El Far d'Empordà (o simplement Far) és un municipi i un poble de la comarca de l'Alt Empordà, situat a uns 3 km de la ciutat de Figueres. Es troba al cim d'un petit turó, amb cases agrupades al voltant dels murs enderrocats del vell castell que s'hi aixecava, construït a finals del Segle XIII.
El poble apareix esmentat per primer cop l'any 844. Quan va abolir-se l'Antic Règim Senyorial, a principis del Segle XIX, el terme era senyorejat pel Comte d'Empúries i el Monestir de Sant Pere de Rodes. El centre del poble és l'església de Sant Martí, d'estil romànic tardà, transició al gòtic. L'església té una presència visual prominent.

## Geografia
- Llista de topònims del Far d'Empordà (Orografia: muntanyes, serres, collades, indrets..; hidrografia: rius, fonts...; edificis: cases, masies, esglésies, etc).

## Demografia
| Entitat de població | Habitants (2023) |
| el Far d'Empordà    | 508              |
| l'Oliva             | 104              |
| Font: Idescat       |                  |

| 1497 f | 1515 f | 1553 f | 1717 | 1787 | 1857 | 1877 | 1887 | 1900 | 1910 |
| ------ | ------ | ------ | ---- | ---- | ---- | ---- | ---- | ---- | ---- |
| 26     | -      | 18     | 191  | 254  | 399  | 345  | 361  | 306  | 358  |

| 1920 | 1930 | 1940 | 1950 | 1960 | 1970 | 1981 | 1990 | 1992 | 1994 |
| ---- | ---- | ---- | ---- | ---- | ---- | ---- | ---- | ---- | ---- |
| 357  | 365  | 375  | 362  | 438  | 547  | 463  | 413  | 398  | 398  |

| 1996 | 1998 | 2000 | 2002 | 2004 | 2006 | 2008 | 2010 | 2012 | 2014 |
| ---- | ---- | ---- | ---- | ---- | ---- | ---- | ---- | ---- | ---- |
| 402  | 401  | 387  | 397  | 440  | 483  | 524  | 545  | 555  | 563  |

| 2016 | 2018 | 2020 | 2022 | 2024 | 2026 | 2028 | 2030 | 2032 | 2034 |
| ---- | ---- | ---- | ---- | ---- | ---- | ---- | ---- | ---- | ---- |
| 553  | 576  | 602  | 625  | 626  | -    | -    | -    | -    | -    |

L'any 1515 va incorporar l'Oliva, anomenat aleshores com les Olives.

## Llocs d'interès
- Església de Sant Martí del Far
- Casa a la plaça Major
- Molí de la Torre
- Casa al carrer del Centre, 2
- Restaurant les Quadres

- El Mas dels Avalls 42° 14′ 35.83″ N, 3° 0′ 28.10″ E / 42.2432861°N,3.0078056°E
- Mas Vidal[3] 42° 14′ 22.28″ N, 3° 0′ 0.923″ E / 42.2395222°N,3.00025639°E
- Mas Soms[4]
- Mas de la Gruta està a 29,5 m.[5][6][7]
- El Molí d'en Grau en ruïnes.[8]